# Rémi Chayé
Rémi Chayé, que nació en 1968 en Poitiers, Francia, es un cineasta y animador francés. Su primera película, El techo del mundo, una coproducción franco-danesa de 2015 y 81 minutos de duración, ha sido nominada tres veces en el Festival de Cine Francófono de Angoulême y en el Festival de Cine de Animación de Annecy. También ganó el premio del público en dicho festival.

## Filmografía
- 2006 : Eaux fortes - Cortometraje
- 2015 : Tout en haut du monde (El techo del mundo)
- 2020 : Calamity, une enfance de Martha Jane Cannary (Calamity)

## Premios y distinciones
| Año  | Categoría                   | Película                                     | Resultado |
| ---- | --------------------------- | -------------------------------------------- | --------- |
| 2021 | Mejor película de animación | Calamity, une enfance de Martha Jane Cannary | Nominada  |

| Año  | Categoría                           | Película                                     | Resultado |
| ---- | ----------------------------------- | -------------------------------------------- | --------- |
| 2020 | Mejor película europea de animación | Calamity, une enfance de Martha Jane Cannary | Nominada  |